# Suavegota
Suavegota o Suavegotta (dopo il 495 – dopo il 549) principessa del regno di Burgundia che fu la seconda moglie del re dei Franchi Sali di Austrasia e di Aquitania, il merovingio Teodorico I.

## Origini
Era figlia del re dei Burgundi, Sigismondo e della moglie, Ostrogota (circa 480-520), figlia illegittima di Teodorico il Grande (secondo Gregorio di Tours era la figlia di Teodorico, ma non ne conosceva il nome. Mentre Giordane scrive che Teodorico, quando era ancora in Mesia, da una concubina ebbe due figlie, Teodegota e Ostrogota, che lo seguirono in Italia e Teodegota divenne la regina consorte dei Visigoti, sposando Alarico II). Inoltre era la cugina della regina dei Franchi, Clotilde, moglie del re dei Franchi Sali, Clodoveo I.

## Biografia
Suavegota, ancor giovane, fu data in moglie a Teodorico, il figlio maggiore del re dei Franchi Sali, Clodoveo I: Il vescovo Gregorio di Tours (536 – 597) lo conferma, pur non facendo il nome di Suavegota. Il nome di Suavegota è confermato dal cronista francese del X secolo Flodoardo (Flodoard) nel suo libro, Flodoardus Remensis Historia Remensis Ecclesiæ, II, 1.
La data esatta del matrimonio non ci è pervenuta, comunque dovrebbe essere, all'incirca nel 510, o qualche anno dopo, quando Teodorico era già subentrato al padre come re dei Franchi Sali di Austrasia e di Aquitania. Comunque Suavegota era la seconda moglie di Teodorico che, al momento del matrimonio, aveva già un figlio, Teodeberto I. 
Essendo il genero del re dei Burgundi, Sigismondo, nel 523, Teodorico I, non partecipò con gli altri fratelli alla guerra per la conquista della Borgogna; solo nel 524, alla morte del suocero, Sigismondo, prese parte alla battaglia di Vézeronce, in cui perse la vita suo fratello Clodomiro.
Suavegota redasse un testamento, sempre secondo Flodoardo, quando il vescovo di Reims era Mapinius, morto nel 550, oppure Egidio (550-590) (Liste des archevêques de Reims).
Non si hanno notizie della morte di Suavegota.

## Figli
Suavegota a Teodorico I diede una figlia: 
- Teodechilde (520 circa-570 circa)